# Spercheios (Schiff)
Die Spercheios (griechisch Σπερχειός) war ein griechisches Minensuchboot, das nach dem Zweiten Weltkrieg als Personenfähre verwendet wurde und 1945 sank.

## Geschichte
Das südafrikanische Fischereiunternehmen Premier Whaling Co. Ltd. mit Sitz in Port Natal bestellte bei Smiths Dock Company in Middlesbrough mehrere baugleiche Walfangdampfer. Die Noble Nora lief am 30. Mai 1912 vom Stapel. Sie wurde zum Walfang in südafrikanischen Gewässern eingesetzt. Während des Zweiten Weltkriegs wurde das Schiff im März 1941 zusammen mit weiteren Einheiten von der Royal Navy übernommen und nach der Umrüstung zum Minensuchboot wurden die Schiffe ins Mittelmeer nach Alexandria verlegt. Im August 1941 wurde sie an die Norwegischen Marine übergeben und nach Ausstattung mit einer elektromagnetischen Ausrüstung zur Seeminenbekämpfung zusammen mit der Egeland, John Williamson und der Transvalia der 168th Minesweeping Group zugeordnet. Die Noble Nora stand unter dem Kommando von Leutnant zur See C. L. Carroll und führte die Schiffskennung FY 189. Im August 1943 kam die Noble Nora beim Verminen der Hafenzufahrten von Alexandria, Port Said und anderen Küstenabschnitten zum Einsatz. Sie wurde auch als Eskorte bei Geleitzügen zwischen diesen Häfen und Zypern eingesetzt. Im September 1943 übergab man das Schiff an die griechische Marine und wurde nach dem mittelgriechischen Fluss Sperchios in Spercheios umbenannt. Nachdem im Oktober 1944 die deutsche Wehrmacht größtenteils aus Griechenland abgezogen war, wurden viele Marineschiffe als Fähren eingesetzt, da die meisten Schiffe entweder in Folge von Kampfhandlungen oder absichtlicher Selbstversenkung verloren gegangen waren.

## Schiffsuntergang
Am 2. Mai 1945, der Mittwoch der orthodoxen Karwoche (griechisch Μαγάλη Τετάρτη), um 17:00 Uhr lief die Spercheios aus dem Hafen von Piräus auf die Route Syros, Samos, Chios und Lesbos aus. Die meisten Passagiere waren Menschen, die die Osterfeiertage auf den Inseln bei ihren Angehörigen verbringen wollten. Bei der Abfahrt war das Wetter und die See ruhig. Östlich der Insel Hydra begann es etwa 3 Stunden später leicht zu regnen. Als der Regen stärker wurde liefen die Passagiere, die keinen Platz im Innern des Schiffes gefunden hatten, auf der Suche nach einem geschützten Ort auf dem Schiff unkontrolliert umher. Da der Regen von Westen kam begaben sich die meisten Passagiere auf die linke Seite und suchten Schutz hinter den Aufbauten. Das Schiff wies um 20:45 Uhr eine leichte Krängung nach Backbord auf. Fünf Minuten später war die Krängung so stark, dass das Schiff kenterte und schnell sank. Die meisten Menschen wurden mit in die Tiefe gezogen. Nur wenige konnten sich an Treibgut festhalten. Um 2 Uhr morgens passierte das Motorschiff Agios Spiridon die Unglücksstelle. Der Hafenmeister von Syros Dalianis, der sich auch unter den Schiffbrüchigen befand, schwamm im Dunkeln auf das Schiff zu und konnte die Aufmerksamkeit der Crew erlangen. Kapitän Kastrinakis ließ beidrehen und konnte 35 Überlebende bergen und nach Piräus bringen.

## Ursache des Untergangs
Bei den Ermittlungen zur Unfallursache konnte die genaue Passagierzahl nicht ermittelt werden. Die Hafenbehörde von Piräus gab die offizielle Passagierzahl mit 75 an. Nach Augenzeugenberichten sollen aber Dutzende wenn nicht sogar über Hundert Passagiere zusätzlich an Bord gekommen sein. So reichen die Schätzungen von 123, über 170–180 bis über 200 Menschen, die sich an Bord befunden haben sollen. Laut Admiralität sollte das Schiff neben Besatzung und 5 t Fracht nur für 40 Passagiere zugelassen sein. Im Untersuchungsausschuss wurde zu Protokoll gegeben, dass die Marine für Schiffe wie der Spercheios eine Passagiergrenze von 350 bei ruhigen Bedingungen, 250 bei ruhiger See und 150 bei Wellengang festgesetzt hätte. Diese Zahlen erschienen selbst für Fahrten zwischen dem Marinestützpunkt auf Salamis nach Piräus von nur etwa 3 km als übertrieben. Man kam zu dem Schluss, dass die Passagierzahl zwischen 84 und 128 % über der sonst üblichen Zahl von 75 lag und das Schiff somit überladen war.
Als weitere Unfallursache ermittelte man, dass der Steuermann unerfahren war und von dem Kurs abgekommen war. Kurz vor dem Untergang soll der Reservekapitän Anthos D. Vogiatzis die Kursabweichung bemerkt haben. Da man sich einem Minenfeld aus dem Zweiten Weltkrieg gefährlich genähert hatte, änderte er den Kurs abrupt. Dieses Manöver führte dazu, dass die Passagiere und die Ladung schlagartig nach Backbord verlagert wurden und das Schiff kenterte. Möglicherweise konnte in geöffnete Bullaugen Wasser eindringen, was den Untergang beschleunigte.

## Opfer
Da die Passagierzahl nicht bekannt ist, kann die Zahl der Opfer auch nicht mit Sicherheit ermittelt werden. Vorsichtige Schätzungen gehen von 88 Opfern aus. Andere gehen von 98 oder gar über 118 Opfern aus. Unter den Opfern befanden sich 28 Personen des Marinepersonals und 60–90 Militärangehörige und Privatpersonen. Von den 35 Überlebenden waren 9 Besatzungsmitglieder. Unter den Toten befand sich der hochdekoriert Kapitän zur See Ioannis Vlachopoulos, und seine Frau. Auch der schwedische Olympionike Martin Nordenström befand sich unter den Vermissten. Er engagierte sich seit 1942 beim Internationalen Roten Kreuz im besetzten Griechenland.

## Wrack
Das Wrack der Spercheios wurde im Anfang Mai 2024 von dem griechischen Taucher Kostas Thoktaridis 9 km nordöstlich von Kap Zourvas der Insel Hydra entdeckt. Es liegt in einer Tiefe von 153 m.